# Отрадненское сельское поселение (Воронежская область)
Отрадненское сельское поселение — муниципальное образование в составе Новоусманского района Воронежской области. Административный центр — посёлок Отрадное.
В состав поселения входит также село Александровка.

## География
Отрадненское сельское поселение расположено в западной части района вдоль реки Усмань, имея широкую пойму с ручьями, озерами и заболоченными территориями.
На севере территория поселения граничит с Бабяковским сельским поселением, на востоке с Усманским 1-м сельским поселением, на юго-востоке с Усманским 2-м, на юге с Никольским сельским поселением, на западе с городским округом Воронеж. Общая протяженность границ Отрадненского сельского поселения 37696 м.

## Рельеф
Планировка рельефа тяготеет к линейному типу. Территория Отрадненского сельского поселения представляет собой возвышенно-волнистую равнину, разрезанную речными долинами со склонами и овражно-балочной сетью. Для этого района характерны незначительные для равнинных территорий колебания абсолютных и относительных высот, широкие водоразделы меридионального направления, множество оврагов и балок преимущественно широтного направления. Территория поселения расположена в пределах лесостепной провинции Окско-Донской равнины, левобережного придолинно-террасового района типичной лесостепи. Сельское поселение располагается в пределах Воронежского кристаллического массива. На размытой поверхности кристаллического фундамента залегают девонские отложения, перекрытые меловой системой, а также палеогеновыми, неогеновыми и четвертичными образованиями. Комплекс покровных отложений представлен лёссовидными суглинками и супесями и в меньшей степени песками. На территории поселения имеются лесные насаждения, не относящиеся к землям лесного фонда.

## Климат
Климат умеренно-континентальный с жарким и сухим летом и умеренно холодной зимой с устойчивым снежным покровом и хорошо выраженными переходными сезонами. Среднегодовая температура воздуха +5,6º, абс. max tº +40, +43º (приходится на июль), абсолютный min −36, −39º (приходится на конец января — начало февраля). Ветра в годовом ходе — западные и юго-западные; июль — северные, январь — юго-западные. В течение года преобладает средняя скорость ветра 4,4 м/с. К неблагоприятным метеорологическим явлениям, наносящим значительный ущерб сельскохозяйственному производству, относятся заморозки, засухи, суховеи, сильные ветры, ливни и град.
Почвенные ресурсы поселения представлены чернозёмами обыкновенными.

## Гидрография
Через территорию поселения протекает река Усмань. Пойма широкая, часто заболоченная, осложненная озерами и старицами. Высшая водная растительность отличается видовым разнообразием, среди них охраняемые: кубышка желтая, кувшинка белая, вольфия бескорневая, крапива киевская.

## Экономика
По данным на 2012 год общее число предприятий и организаций составляло около 23 единицы. В структуре экономики преобладающее место занимает торговля и общественное питание (56,5 %), далее расположены образование (17,4 %) и обрабатывающие производства (13 %). Доля предприятий сельского хозяйства составляет 3 %.

## Инфраструктура
Населенные пункты Отрадненского сельского поселения связаны с райцентром автодорогами с твердым покрытием. По территории поселения проходят автодороги регионального и местного значения, а также федеральная магистральная автодорога «Дон» М-4 — Москва — Ростов-на-Дону.

## Население
| 2008  | 2010  | 2012    | 2013  | 2014  | 2015  | 2016  |
| ----- | ----- | ------- | ----- | ----- | ----- | ----- |
| 4335  | ↗5131 | ↗5520   | ↗5954 | ↗6550 | ↗7247 | ↗7823 |
| 2017  | 2018  | 2021    |       |       |       |       |
| ↗8195 | ↗8517 | ↗11 079 |       |       |       |       |